# Konfederacja Granady
Konfederacja Granady (hiszp. Confederación Granadina) – państwo powstałe w wyniku przekształcenia Republiki Nowej Granady, istniejące w latach 1858–1863 na terenach obecnej Kolumbii i Panamy. W 1863 roku na jego miejscu powstały Stany Zjednoczone Kolumbii.